# Rejon kehycziwski
Rejon kehycziwski (ukr. Кегичівський район) – dawna jednostka administracyjna wchodząca w skład obwodu charkowskiego Ukrainy.
Utworzony w 1923, miał powierzchnię 782 km² i liczył 24 tysiące mieszkańców. Siedzibą władz rejonowych byłaKehycziwka.
Na terenie rejonu znajdowały się 2 osiedlowe rady i 14 silskich rad, liczących w sumie 36 wsi i 2 osady.
Zlikwidowany 19 lipca 2020 roku w ramach reformy administracyjnej. Jego ziemie weszły w skład nowego rejonu berestyńskiego (do 2024 roku zwanego krasnohradzkim).